# LPH-6111 독도

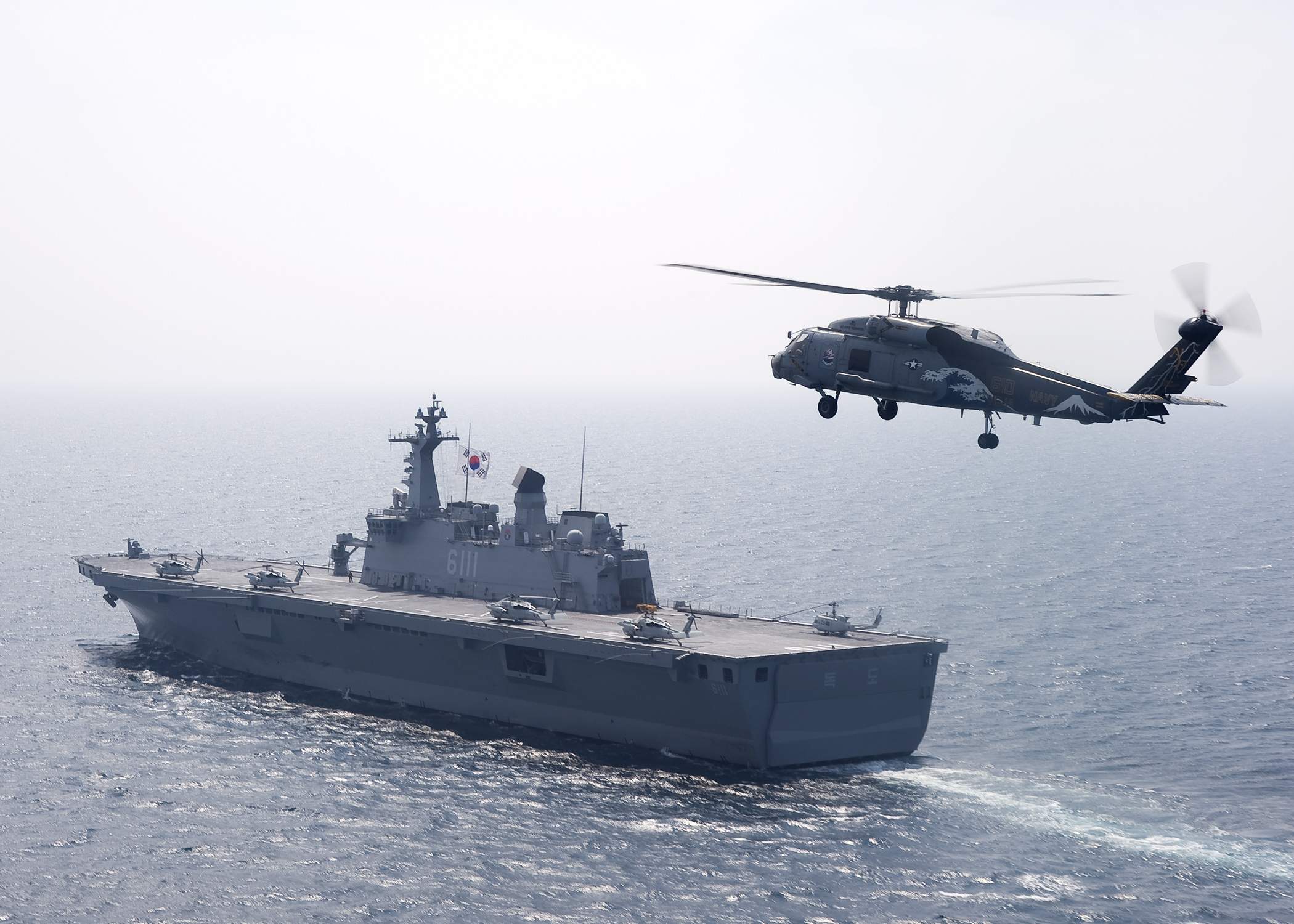
미국 해군 SH-60F 시호크가 독도함에 접근중이다

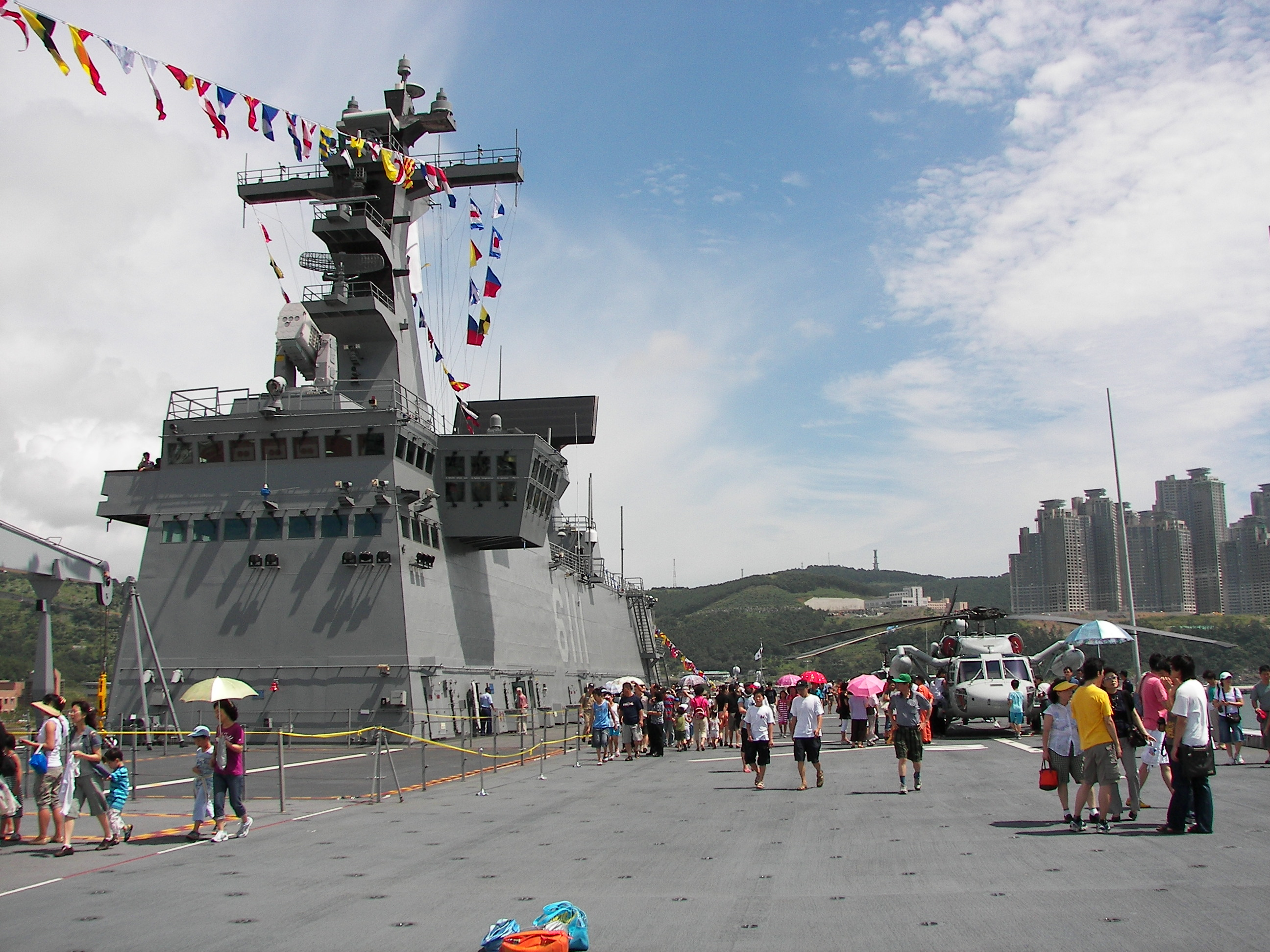
독도함의 갑판.

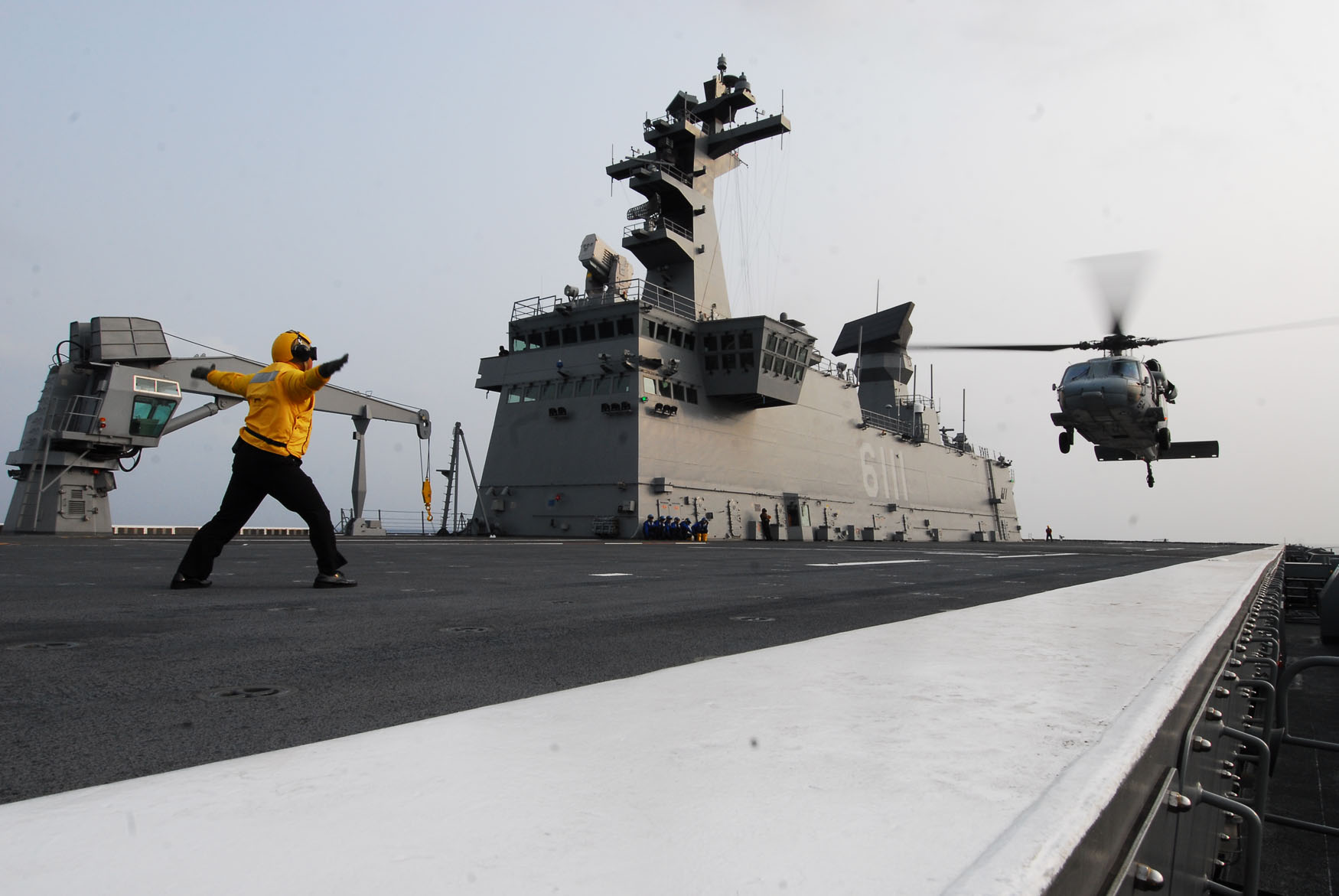
독도함에 착함하고 있는 미국 해군의 MH-60S

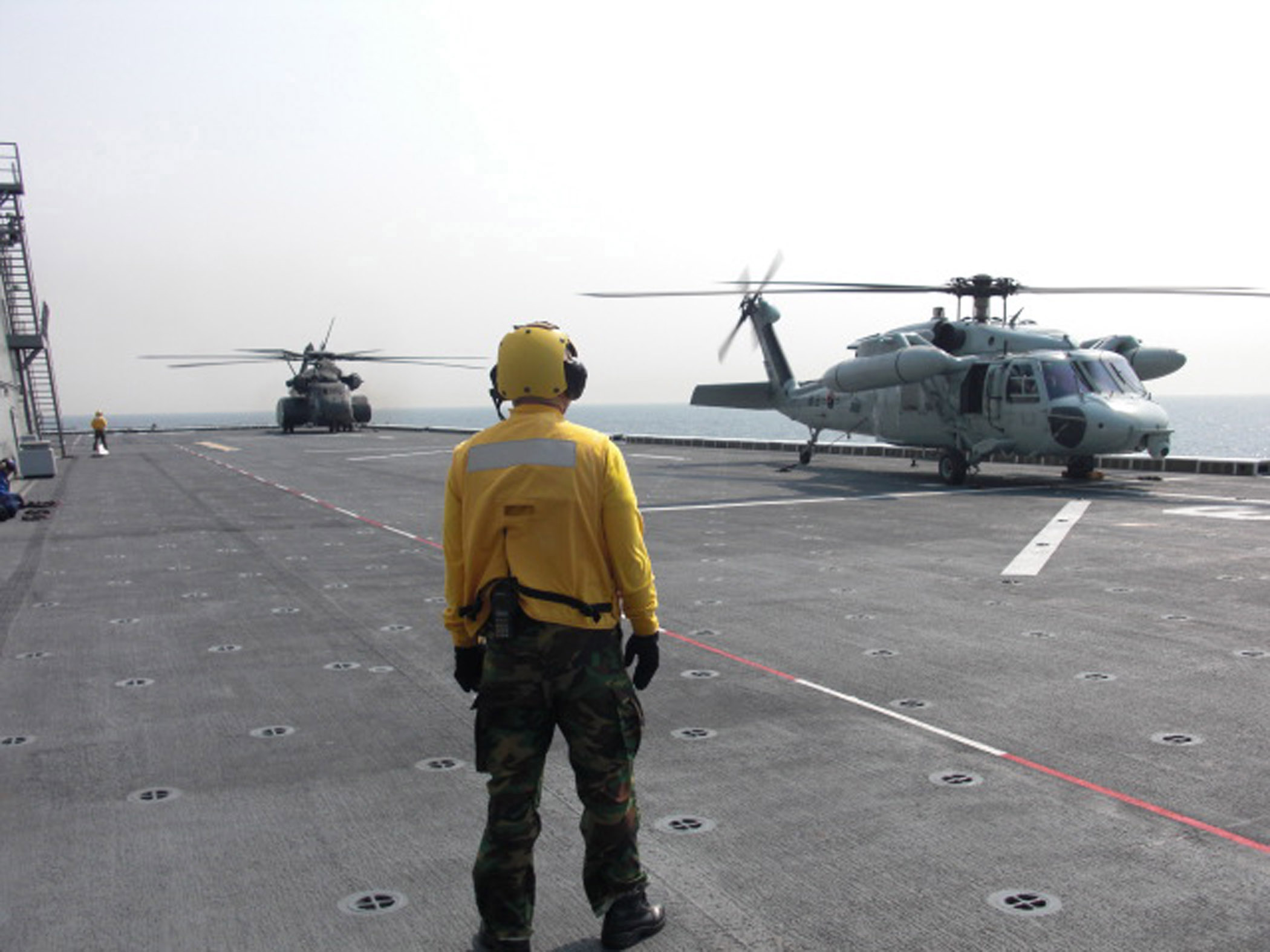
2009년 5월 1일 포항에 배치된 미군의 CH-53E 소해헬기가 독도함에 착함해 있다. 앞에는 한국군의 UH-60 헬기가 주기되어 있다.

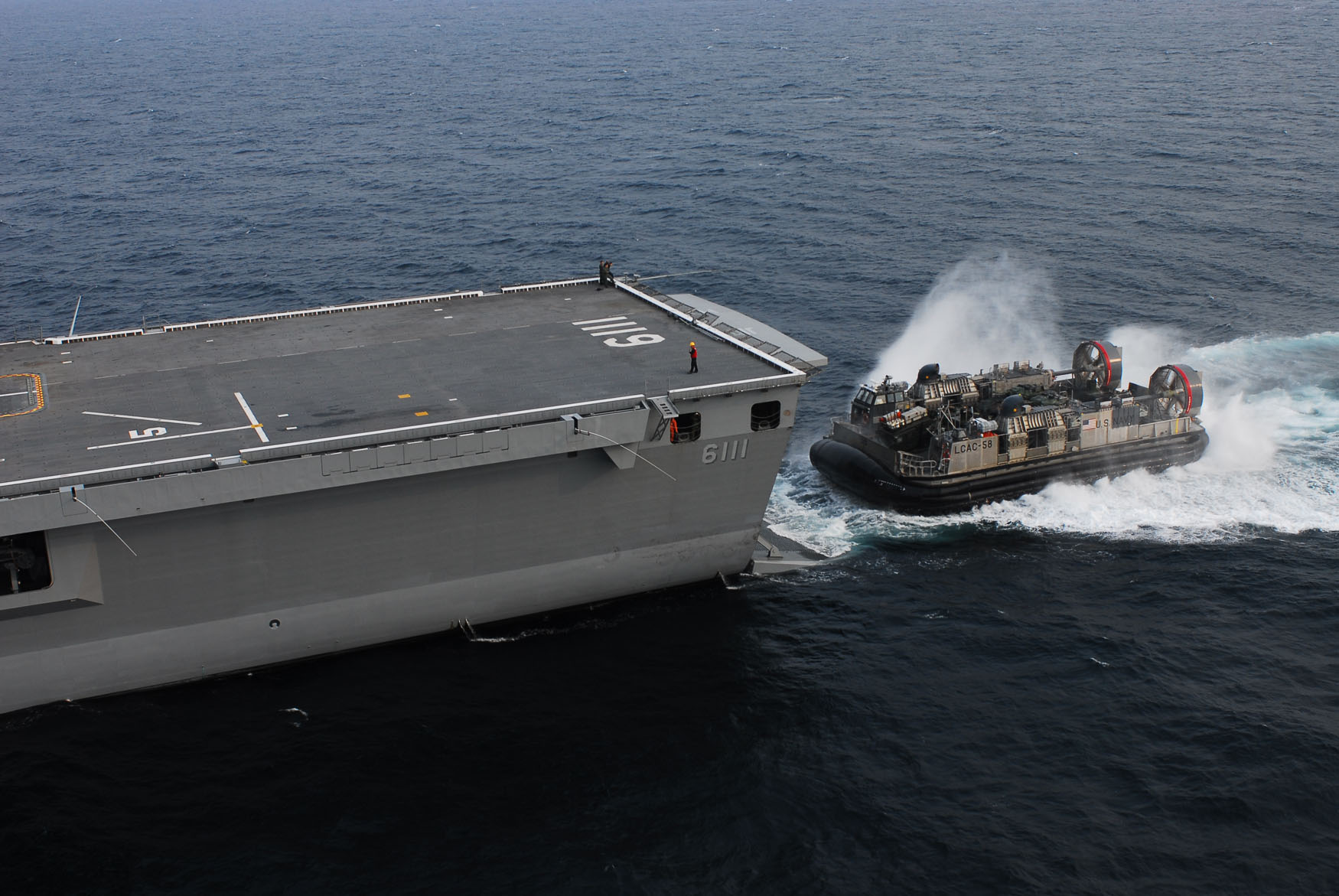
2007년 11월 11일 동해상에서, 미국 해군의 LCAC가 USS 에식스에서 나와서 독도함으로 들어가고 있다.

독도함(獨島艦, LPH-6111)은 대한민국 해군이 운용하는 독도급 강습상륙함의 1번함이다. 함명은 동해상의 섬인 독도에서 따온 것이다. 다목적 강습상륙함(LHD)의 기능을 보유하고 있으나, 공식적으로는 헬기 수송 모함(LPH)으로 분류된다.

## 역사
2002년 10월 말에 한진중공업이 대한민국 해군으로부터 수주를 받아 건조를 시작한 뒤, 2005년 7월 12일 진수하였고 2006년 5월 22일부터 시운전을 시작하여 2007년 7월 3일 취역하였다. 2010년 3월 천안함 침몰 사고 수색구조 작전에 투입되었다.

## 명칭
정식 명칭은 LPH(Landing Platform Helicopter) 대형 상륙함이며 대한민국은 물론 아시아에서 가장 큰 상륙함으로, 대한민국 해군이 추진하는 LPX(Landing Platform Experimental) 가운데 1번함이다. 미국식 함정 분류에 의하면 독도함은 LHD(Landing Helicopter Dock)에 분류되기도 한다. 헬기 여러 대가 동시에 이착륙할 수 있는 대형 비행갑판을 갖춘 상륙함을 흔히 강습상륙함(LPH·LHA·LHD)이라고 부른다.

당시 한국정부는 일본의 독도도발에 강력하게 대응하겠다는 의지를 담아 LPH의 네임쉽을 독도함으로 명명하였다.

## 특징
독도함에서 사용하는 레이다는 SMART-L 레이다(Signaal Multibeam Acquisition Radar for Tracking, L band)로 네덜란드 기업인 탈레스 네덜란드사(구 시그널 사)가 개발한 장거리 3차원 레이다이다.
독도함에서 사용하는 SMART-L 레이다는 현재 전 세계의 전술 탄도 미사일을 탐지하는 최장거리 레이다 중의 하나이다.
SMART-L 레이다의 최대 탐지 거리는 스텔스미사일 85 km, 전투기 400 km, 초계기 600km이며, 최대 동시추적 목표물은 공중목표물 1,000개, 해상목표물 100개, 레이다 기만기 32개이다.
독도함은 2006년 탄도 미사일 방어 최대 탐지거리를 실험시 ELR 모드에서 480km의 목표물을 성공적으로 탐지하였다.
무장으로 대함 순항 미사일 방어를 위해 개발된 소형, 경량, 적외선유도 지대공 미사일인 RIM-116 램(RAM: Rolling Airframe Missile) 1 문을 운용한다. RIM-116 램 발사대는 설치중량이 5,777kg인 Mk-49 발사대로 21발의 미사일을 탑재한다.
근접방어 무기체계로 골키퍼 CIWS(네덜란드) 2문을 운용한다. 골키퍼는 GAU-8 어벤저 30mm 구경 7총열 개틀링포로, 마하 2의 속도를 갖는 SS-N-22 선번 초음속 대함 미사일을 자동으로 탐지하여 요격할 수 있다. 탐지에서 자동요격까지 5.5초의 시간이 걸리며, 1,500m 거리에서 탐지하여 500m 거리에서 요격할 수 있다.
또한 함 내부에 종합병원수준의 의료장비를 갖춘 의료시설과, 지휘를 위한 지휘통제실이 있다. 강습상륙함 이외에도 다양한 작전을 위해 설계된 함이다.

## 수송 능력
독도함의 수송 능력은 헬리콥터 7대, 전차 6대, 상륙돌격장갑차 7대, 트럭 10대, 야포 3문, LSF-2 등 고속상륙정 2척, 승조원 300명, 상륙군 700여명을 동시에 수송할 수 있다. 독도함은 2척의 고속상륙정 LSF-2 (솔개 631)등을 탑재한다. 독도함의 격납고 아래에 있는 함미부에는 길이 26.4m, 폭 14.3m의 공간이 있다. 이 곳으로 공기부양정이 들어와 장비를 싣고 나간다. 독도함 안에는 전차, 트럭, 장갑차등을 실을 수 있는 거대한 지하 주차장이 있다. ‘덤프(dump)’ 또는 ‘비클 스페이스(vehicle space)’라고 불리는 이 주차장은 공기부양정이 들어오는 공간에 연결되어 있다.

## 주요 임무
상륙작전을 위한 병력과 장비 수송을 위한 대형수송함인 독도함은 헬리콥터를 이용한 항공 상륙작전과 전차를 동원한 돌격 상륙작전과 해상기동부대나 상륙부대의 기함으로서 대수상전, 대공전, 대잠수함전 등을 지휘통제하는 지휘함의 기능을 수행하고, 재난 구조, 국제평화유지활동(PKO), 유사시 재외국민 철수 등 국가 정책 지원에도 활용된다.
일단 상륙작전이 펼쳐지면 독도함의 대형 비행 갑판에서는 각종 헬리콥터가 해병대 보병을 태우기 시작한다. 같은 시각 독도함의 배 안에서는 제자리에 고정되어 있던 공기부양정이 배 안의 도크로 내려진다. 그리고 주차장에 세워놓았던 전차 1대와 트럭 2대가 공기부양정 LSF-2 (솔개 631)로 옮겨진다. 비행 갑판에서 헬리콥터가 날아오를 무렵 독도함의 함미부에서는 LSF-2 공기부양정이 빠져나온다. LSF-2 공기부양정은 시속 60km에서 80km의 속도로 바다에서 육지까지 올라와 멈춰 선다. 그리고 LSF-2 (솔개 631)공기부양정에서 내려온 전차 등이 이미 작전을 펼치고 있는 헬리콥터 부대의 엄호를 받으며 적진 깊숙이 돌격해 들어간다.

## 강습상륙함
LCVP나 LCU 등 상륙주정을 내부에 탑재·발진시킬 수 있는 도크형 상륙함(LSD·LPD)도 있다. 도크형 상륙함은 직접 해안에 접안하는 것이 아니라 주로 함미를 통해 상륙주정 등을 발진시키는 모함 역할을 수행하는 것이 특징이다. LSD와 LPD는 도크를 갖춘 점은 동일하나 LPD쪽은 제한된 헬기 탑재 능력을 추가로 갖춘 점이 다르다.
헬기 여러 대가 동시에 이착륙할 수 있는 대형 비행갑판을 갖춘 상륙함을 흔히 강습상륙함(LPH·LHA·LHD)이라고 부른다. LPH는 도크 대신 헬기갑판을 갖추고 헬기를 이용해 병력을 상륙시키는 것이 주임무인 상륙함이다. 미국의 LHA와 LHD는 수직 이착륙기인 해리어까지 탑재할 수 있고 배수량도 30,000~40,000톤에 달해 사실상 경항모에 가까운 함정이다.
1960년대 말에 처음 출현한 LHA는 LSD·LPD·LPH 등 기존 대형 상륙함정의 능력을 종합한 만능형 상륙함이다. 도크를 통한 상륙주정 탑재 능력은 물론 헬기 탑재 능력까지 갖춘 것이 특징이다. LHD는 LHA와 유사한 기능을 갖추고 있지만 도크를 통한 상륙주정 탑재 능력이 좀 더 강화됐다.
사실 위와 같은 각급 상륙함정을 모두 갖춘 나라는 미국 해군 등 극소수 국가에 한정된다. 설사 보유하고 있더라도 함정 분류법은 차이가 있다. 도크와 헬기갑판을 모두 갖춘 함정이라도 LPH로 분류하는 경우도 많다. 우리 해군의 독도급 대형수송함은 공식적으로 LPH로 분류된다.

## 활동
- 2007년 8월 - 해군 3함대에서 독도함 공개행사를 가졌다.
- 2010년 3월 - 천안함 폭침 사건 수색구조 투입
- 2010년 7월 - 한미연합 훈련 “불굴의 의지(Invincible Spirit)” 작전 수행
- 2011년 5월 - 독도함 지휘하에 해상 합동상륙훈련을 성공적으로 실시했다.
- 2014년 4월 - 세월호 침몰 사고 수색구조 투입

## 미나스 제라이스함과의 비교

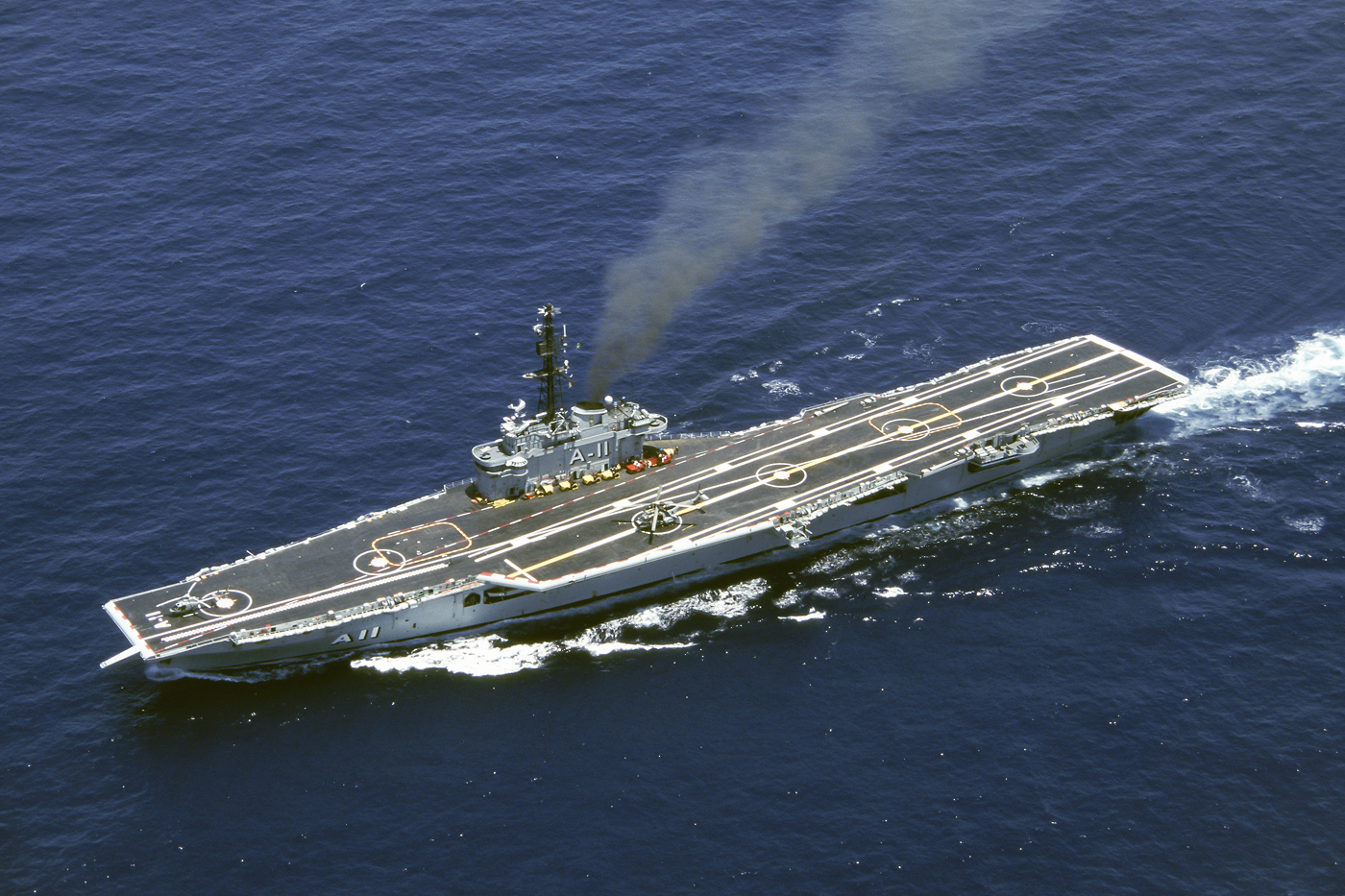
브라질 해군의 미나스 제라이스 항공모함

브라질 해군의 미나스 제라이스 항공모함은 독도함과 만재배수량이 같은 20,000톤이다. 영국 콜로서스급 항공모함을 중고로 수입하여 개조한 것인데, 콜로서스급은 독도함처럼 일자형 항모인데, 여기에 4도 정도 좌측으로 비행갑판을 하나 더 내었다. 그리고 정면으로 하나, 좌측으로 하나, 증기식 캐터펄트 2개를 설치했다. 이 캐터펄트는 임무중량 20,000파운드 전투기를 이륙시킬 수 있다. 미나스 제라이스는 제트 전투기, 헬기를 포함 20대의 함재기를 탑재했다. 대신 독도함처럼 함미에 도크가 있어서 내부에 비행기 말고 해병대 상륙정들을 탑재하지는 않았다. 순수하게 전투기, 헬기만 탑재했다. 영국 콜로서스급 항공모함은 한국전쟁에 5척이 참전했다.

## 동급 함정
후속 함정으로 LPH-6112 마라도와 LPH-6113 백령도가 예정되어 있었으나 예산 문제로 연기되었다가 마라도함을 2020년까지 건조할 계획이 구체화되었다. 독도함 후속의 경우 기존 독도함보다 규모와 배수량을 키우는 방향으로 설계중이다.
| 함명            | 기공             | 진수            | 취역           |
| LPH-6111 독도   | 2002년 10월      | 2005년 7월 12일 | 2007년 7월 3일 |
| LPH-6112 마라도 | 2014년 12월 23일 | 2018년 5월 14일 | 2021년 6월28일 |
| LPH-6113 백령도 | -                | -               | -              |
| --------------- | ---------------- | --------------- | -------------- |

영국과 프랑스는 미국의 포레스탈급 항공모함과 같은 재래식 추진 대형항공모함을 2011년 현재 건조 중이며 중국, 인도도 핵추진, 재래식 추진 대형항공모함을 건조 중이다.

## 비교
| 함명                     | 국가     | 건조년도 | 길이(m) | 만재배수량(톤) | 함재기 | 속력(노트) | 마력    | 종류       |
| ------------------------ | -------- | -------- | ------- | -------------- | ------ | ---------- | ------- | ---------- |
| 독도함                   | 대한민국 | 2005     | 199     | 19,000         | 15     | 23         | 41,615  | LPH        |
| 타라와함                 | 미국     | 1973     | 254     | 44,056         | 43     | 24         | 70,000  | 강습상륙함 |
| 해남함                   | 중국     | 2018     | 237     | 40,000         | 35     | 25         | 87,000  | 강습상륙함 |
| 휴우가함                 | 일본     | 2007     | 197     | 18,000         | 11     | 30         | 100,000 | DDH        |
| 이즈모함                 | 일본     | 2013     | 248     | 27,000         | 14     | 30         | 112,000 | DDH        |
| 미스트랄함               | 프랑스   | 2004     | 199     | 21,300         | 35     | 19         | 48,679  | BPC        |
| 데달도함                 | 스페인   | 1943     | 190     | 16,416         | 16     | 32         | 100,000 | 경항공모함 |
| 프린시페 데 아스투리아스 | 스페인   | 1988     | 196     | 17,190         | 29     | 27         | 46,400  | 경항공모함 |
| 주세페 가리발디          | 이탈리아 | 1985     | 180     | 13,500         | 18     | 30         | 82,000  | 경항공모함 |
| 인빈시블                 | 영국     | 1977     | 209     | 20,700         | 20     | 28         | 97,000  | CVS        |
| 오오스미                 | 일본     | 1995     | 178     | 14,000         | 0      | 22         | 26,000  | LST        |
| 짜끄리 나르벳            | 태국     | 1996     | 183     | 11,486         | 14     | 25.5       | 55,450  | 경항공모함 |

## 사건 사고
- 2013년 9월 10일 어청도 해상에서 화재가 발생하였다. 인명피해는 발생하지 않았다.

## 같이 보기
- LHD
- LPH
- 휴우가급 구축함 - 일본 해상자위대의 헬기 구축함(DDH)
- USS 에식스 (LHD-2) - 대한민국 유사시 31 해병 원정단 2,200명을 싣고 가장 먼저 파병되는 미국 해군의 와스프급 강습상륙함, 일본 사세보가 모항이다.
- 대양 해군
- 지역 해군
- 연안 해군
- LPH-6112 마라도함
- LPH-6113 백령도함 (예정)